# 五一路 (长沙市)

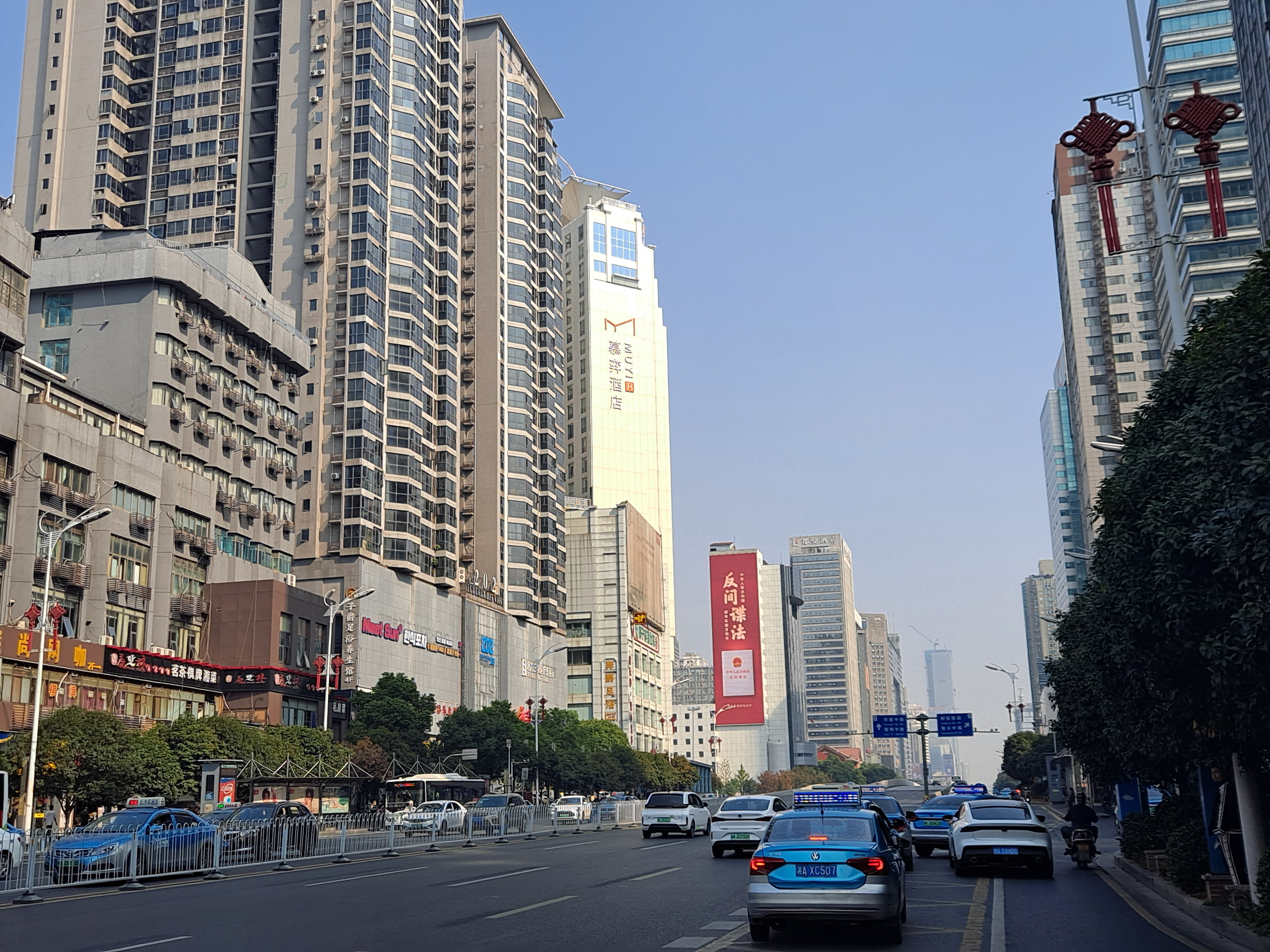
五一大道

五一路（亦称“五一大道”），是一条横贯湖南省长沙市主城区东西向主干道，西起长沙湘江一桥，东至长沙火车站。五一路与黄兴路的交叉处——五一广场，与芙蓉路的交叉处——芙蓉广场，与韶山路的交叉处——袁家岭等，都是长沙的商业最繁华地段。为改善交通状况，2001年五一路由四车道扩建为八车道。2014年4月29日开通的2号线地铁贯穿整条五一大道下方。